# Daniel Domscheit-Berg

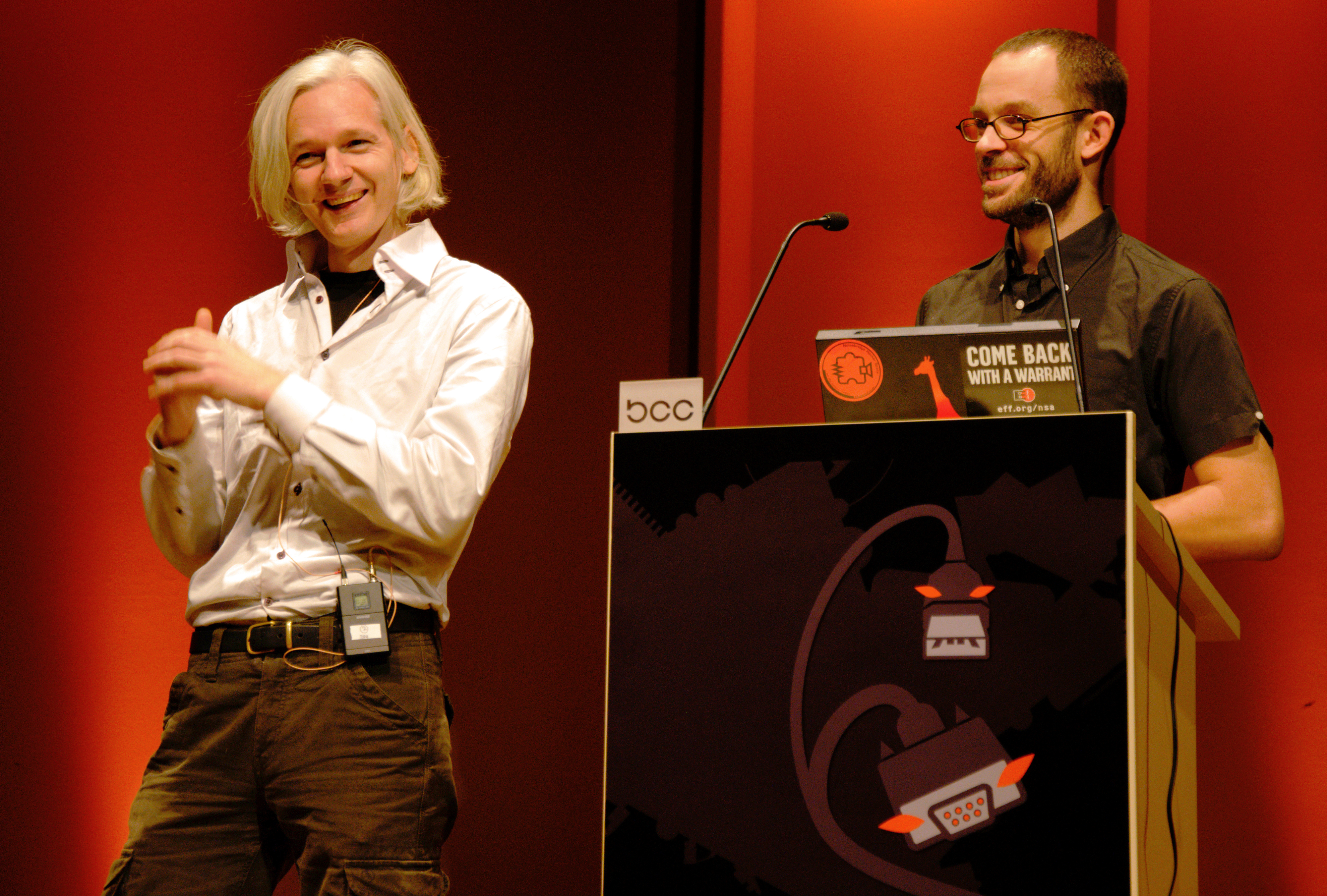
met Julian Assange tijdens de 26C3 in Berlijn, december 2009

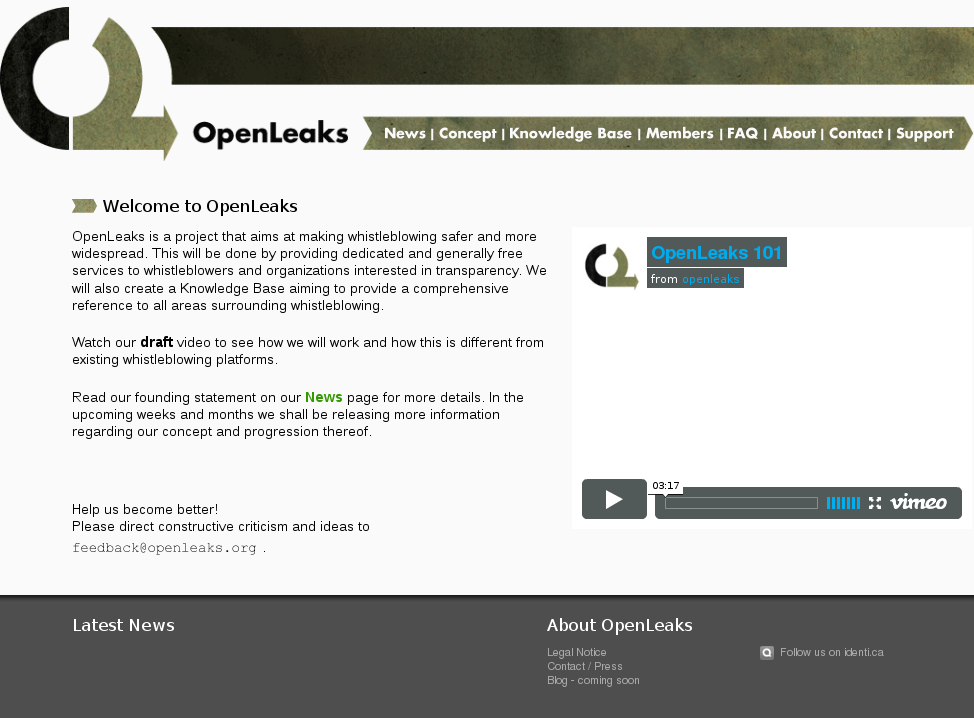
OpenLeaks homepage

Daniel Domscheit-Berg, geboren Daniel Berg in 1978, is een activist en informaticus uit Duitsland. Hij is vooral bekend als voormalig woordvoerder en medewerker bij WikiLeaks. Domscheit-Berg leeft met zijn gezin in Berlijn. Zijn vrouw heet Anke Domscheit.

## Loopbaan
Daniel Domscheit-Berg begon zijn loopbaan in de informatietechnologie in Rüsselsheim am Main. Hij ontmoette Julian Assange in 2007 en hielp hem daarna met het onderhouden van WikiLeaks, de klokkenluiderswebsite, waarmee Assange in 2006 was begonnen. Domscheit-Berg was zo vroeg bij WikiLeaks betrokken en was er onder het pseudoniem Daniel Schmitt van 2007 tot 2010 woordvoerder voor. Daar is hij op een gegeven moment mee gestopt en is samen met anderen aan het project OpenLeaks begonnen. Er werd hierbij verder gewerkt op de idee van WikiLeaks. Zelf zei Domscheit-Berg dat het besluitvormingsproces van WikiLeaks niet transparant genoeg was en dat hij om die reden opstapte als woordvoerder van WikiLeaks. Domscheit-Berg en Assange hebben tweeënhalf jaar samengewerkt.
| december 2007  | ontmoet Assange op het 24ste Chaos Communication Congres in Berlijn                                  |
| december 2008  | eerste officiële voordracht met Assange op het Chaos Communication Congres                           |
| januari 2009   | neemt ontslag en gaat voltijds voor WikiLeaks werken                                                 |
| december 2009  | Domscheit-Berg en Assange spreken op het Chaos Communication Congres over de toekomst van WikiLeaks. |
| september 2010 | met anderen uit WikiLeaks                                                                            |
| september 2010 | OpenLeaks geregistreerd                                                                              |
| december 2010  | presenteert OpenLeaks op het Chaos Communication Congres                                             |
| augustus 2011  | geroyeerd als lid van het CCC                                                                        |
| augustus 2011  | interviews met Freitag en Der Spiegel die tot Cablegate leidden                                      |
| februari 2012  | CCC herroept het besluit waarin Domscheit-Berg werd geroyeerd.                                       |

## OpenLeaks
Het project OpenLeaks startte met enkele ontevreden WikiLeaks-vrijwilligers. Initiatiefnemer Daniel Domscheit-Berg sloeg met OpenLeaks een nieuwe weg in. De nieuwe website is ontstaan uit onvrede over de manier waarop Julian Assange leiding aan de WikiLeaks-organisatie gaf. In een interview met het Amerikaanse zakenblad Forbes legde Domscheit-Berg uit dat de werkwijze van OpenLeaks principieel verschilt met WikiLeaks. Bronnen kunnen anoniem hun informatie kwijt via een veilige onlinepostbus, maar anders dan WikiLeaks publiceert OpenLeaks die informatie niet. Het is aan de klokkenluider om een medium uit te kiezen dat de informatie controleert, redigeert en openbaar maakt. Volgens Domscheit-Berg zit WikiLeaks te veel op de stoel van de journalist. OpenLeaks is geen publicatieplatform maar een technisch platform.

## Auteur
Domscheit-Berg schreef het boek Inside WikiLeaks. Mijn tijd bij de spraakmakendste website ter wereld. Het werd in zestien talen vertaald. Hij schetst enerzijds het beeld van de werking van WikiLeaks, anderzijds komt het portret van Julian Assange aan bod. Beide internetactivisten waren in de begindagen van WikiLeaks partners met een gezamenlijk doel voor ogen. Assange wilde volgens het boek al snel als de enige oprichter van WikiLeaks worden gezien en werd te autoritair. Dat had als gevolg dat verschillende medewerkers bij WikiLeaks weggingen, onder wie Domscheit-Berg. Bijvoorbeeld Herbert Snorrason ging in 2010 ook van WikiLeaks naar Openleaks over.